# Manfred Fuchs (Raumfahrtingenieur)

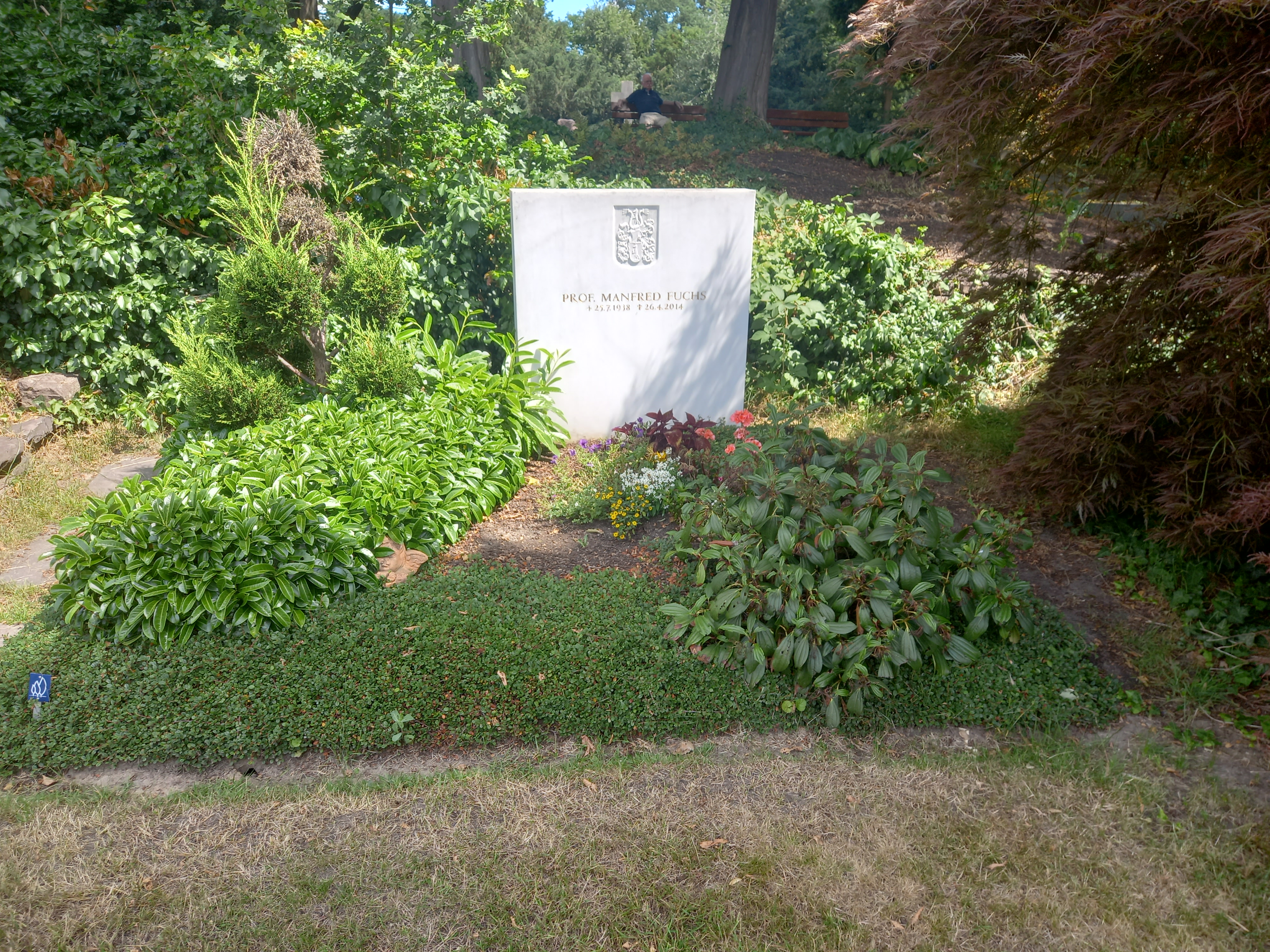
Das Grab von Manfred Fuchs auf dem Riensberger Friedhof in Bremen

Manfred Johannes Fuchs (* 25. Juli 1938 in Latsch, Südtirol, Italien; † 26. April 2014 in Altenburg, Kaltern, Südtirol, Italien) war ein deutscher Raumfahrtingenieur und Unternehmer in der Satellitentechnik und Gründer des Technologiekonzerns OHB.

## Herkunft
Fuchs stammte aus wohlhabenden Verhältnissen. Seine Familie betrieb unter anderem Brennereien, Sägewerke, Weinhandel und die heute noch in Familienbesitz befindliche Brauerei Forst bei Meran. Seinem Vater gehörten zudem ein Fuhrunternehmen und eine Gaststätte. Er besuchte zunächst die damalige Gewerbeschule in Bozen, studierte in München an der Technischen Lehranstalt (heute HAW München) und ab 1957 in Hamburg an der Ingenieurschule (heute HAW Hamburg).

## Leben und Werk
Fuchs war Diplom-Ingenieur für Luftfahrttechnik und Entwicklungsingenieur bei der Firma Hamburger Flugzeugbau, wo er nach dem Studienabschluss 1959 anfing. Ab 1961 war Fuchs in Bremen beim Raumfahrtunternehmen ERNO, einem der EADS-Vorläufer, tätig. Dort wurde er 1965 Gruppenleiter, Hauptabteilungsleiter (Astrodynamics/Preliminary Development) und Ressortchef (Department Director 1982). 1981 erhielt er Gesamtprokura. Er war an den Ariane-1-, Columbus- und Spacelab-Projekten beteiligt.
1981 beteiligte er sich mit seiner Frau Christa, die anfangs die Anteile hielt, an der Otto Hydraulik Bremen (OHB) im Hemelinger Hafen. Die OHB war zu dieser Zeit eine kleine Firma für Hydraulik und Elektrik-Arbeiten mit fünf Mitarbeitern und arbeitete hauptsächlich für die Bundeswehr. 1985 übernahm er nach dem Ausscheiden aus der ERNO die Firma OHB vollständig. Fuchs baute die OHB  zu einem Unternehmen für Satellitentechnik und Flugzeugtechnik aus. Anfangs produzierte die Firma auch Bauteile für den Airbus A380. 2009 hatte das Unternehmen rund 1600 Mitarbeiter und seinen Sitz im Technologiepark bei der Universität Bremen. Die Firma lieferte Aufklärungssatelliten für die Bundeswehr, darunter das SAR-Lupe-System und Satellitendaten für die Frontex. Der Umsatz belief sich damals auf 320 Millionen Euro und OHB war 2009 der drittgrößte europäische Raumfahrtkonzern nach EADS und der Thales Group. Dem Aufsichtsrat saß Manfred Fuchs vor, seit 2014 seine Witwe. Die Firma befand sich 2009 zu 70 % in Familienbesitz der Familie Fuchs, war aber börsennotiert.
2010 erhielt das Unternehmen den Zuschlag für den Bau der Satelliten für das Galileo-Projekt eines europäischen GPS-Systems und den Auftrag für das europäische Meteosat-Projekt. Mit der Tochter MT Aerospace in Augsburg ist die Fuchs-Gruppe der größte deutsche Zulieferer für die Ariane-Rakete.
Fuchs war Vize-Präsident und auch Präsident des ZARM Fördervereins e.V., der Fördergesellschaft des Bremer Fallturms des Zentrums für angewandte Raumfahrttechnologie und Mikrogravitation (ZARM) der Universität. Zudem war er acht Jahre lang Mitglied im Senat des DLR und zeitweise deren stellvertretender Vorsitzender. Fuchs war auch Mitglied der Deutschen Agentur für Raumfahrtangelegenheiten DARA.
Er war im Aufsichtsrat von Carlo Gavazzi Space, Mailand, an dem OHB beteiligt ist, von der ATB GmbH (Institut für Angewandte Systemtechnik, Bremen) und BEOS GmbH (Bremen Engineering Operations Science) in Bremen, einer 1999 gegründeten Initiative für Bremen als Raumfahrtstandort. Er kooperierte über Jahre mit der russischen Raumfahrtindustrie beim Start von Satelliten. Die Firma hat auch Werke in Mailand und in Bayern.
Politisch engagierte er sich in der CDU, zum Beispiel als Vorsitzender des Arbeitskreises Forschung und Technologie der Bremer CDU und als Mitglied des Bundesfachausschusses Forschung und Technologie der Bundes-CDU. Er war Vizepräsident der Hermann-Oberth-Gesellschaft und Honorarkonsul Kasachstans.
Fuchs war seit 1960 mit Christa Fuchs, einer Kaufmannstochter aus Pinneberg, verheiratet. Seine Frau war als Finanzchefin wesentlich am Erfolg der OHB beteiligt. Aus der Ehe gingen zwei Kinder hervor. Sein Sohn Marco ist Vorstandsvorsitzender von OHB. Manfred Fuchs starb im April 2014 im Alter von 75 Jahren in seinem Ferienhaus in Altenburg bei Kaltern.

## Auszeichnungen und Würdigungen
- 1995: Bremer Unternehmer des Jahres
- 1996: Ehrenprofessur der Hochschule Bremen (University of Applied Sciences)
- 2005: Ehrendoktor des Polytechnikums in Mailand
- 2009: Ehrenbürger und Förderer der Universität Bremen[5]
- 2011: Werner-von-Siemens-Ring[6]
- 2013: Großer Verdienstorden des Landes Südtirol
- 2014: Manfred Memorial Moon Mission, Raumfahrtmission ihm gewidmet
- 2018: Umbenennung des Platzes vor dem OHB-Gebäude in Bremen in „Manfred-Fuchs-Platz“[7]